# Trymalitis
Trymalitis is een geslacht van vlinders van de familie bladrollers (Tortricidae), uit de onderfamilie Chlidanotinae.

## Soorten
- T. cataracta Meyrick, 1907
- T. escharia Clarke, 1976
- T. margarias Meyrick, 1905
- T. optima Meyrick, 1911
- T. scalifera Meyrick, 1912